# 탄소 중립
탄소중립(炭素中立, 영어: carbon neutrality)은 인간의 활동에 의한 온실가스 배출을 최대한 줄이고, 남은 온실가스는 흡수(산림 등), 제거(CCUS, Carbon Capture, Utilization and Storage, 이산화탄소 포집, 저장, 활용 기술)해서 실질적인 배출량을 0(Zero)으로 만든다는 개념이다. 
획기적으로 배출량을 줄이고 남은 탄소와 흡수되는 탄소량을 같게 해, 탄소 순배출이 0이 되게 하는 것으로, 이에 탄소 중립을 ‘넷-제로(Net-Zero)’, 탄소 제로(영어: carbon zero)라고도 한다.
탄소중립은 기후위기에 대응해 안전하고 지속가능한 사회를 만들기 위한 2050년까지의 온실가스 감축 목표이자 의지를 담은 개념이다.

## 탄소중립국
산업혁명으로 잘 알려진 영국의 탄소경제로부터 시작된 그 문명의 이기로 비약적인 기술발전의 혜택을 누려온 현대사회의 이면에는 지구환경의 파괴라는 오명을 가지고 있다. 이러한 역사적 흐름속에서 영국은 이를 자각하고 새로운 대안을 제시하는 결단력을 보여주고 있다. 제2의 산업혁명이라고 할만한 저탄소 경제로의 산업 전반에 걸친 근본적인 변화가 이것이다. 이러한 정책을 관장하는 영국의 기후변화법은 2008년 11월 26일 영국 여왕의 재가(royal assent)를 받음으로써 발효하였다. 또한 영국은 2020년 11월 17일 보리스 前 영국총리가 탄소배출 내연기관의 차량을 2030년 이후 전면금지한다는 정책을 발표하였다. 이는 2019년 6월 27일 영국이 2050년까지 탄소의 순배출량을 영(0)으로 맞추겠다는 내용의 탄소 중립 관련법에 최종 서명한 크리스 스키드모어 영국 에너지부장관의 결정에서처럼 영국정부는 이제 사실상 저탄소 녹색성장의 다음 단계인 세계 최초의 탄소중립국의 면모를 보여주고 있다.
한편 기존의 탄소경제산업에서 전기차 등의 신재생에너지만을 사용하는 비탄소경제로의 산업전반에 걸친 근본적인 개편 및 전환은 민간 경제뿐만 아니라 정부경제까지도 아우르는 대대적인 변혁적 리더십의 보편적 선행과 그린슈머같은 소비자 마인드가 전제된다.

## 현황

### 대한민국

#### 정부
세계 7위의 온실가스 배출국가인 한국은 2030년까지 전망치 대비 24.4%의 온실가스 감축을 목표로 온실가스 감축에 동참하고 있다. 또한 2020년 10월 28일 문재인 前 대통령이 2050년까지 탄소중립을 달성하겠다고 선언했다. 따라서 대한민국의 파리 협정 이행에 속도가 붙을 것으로 예상된다.

#### 기업
2021년 10월 6일, 현대자동차가 탄소중립 관련 영상을 공개했다.제너레이션 원을 기다리며(Expecting Generation One)라는 글로벌 캠페인 테마를 중심으로 제작됐으며 깨끗한 환경, 살기 좋은 미래를 제너레이션 원에게 물려주기를 바라는 전세계 어머니들의 목소리를 영상에 담았다. 제너레이션 원은 탄소 중립 실현에 따른 변화를 느끼며 살아갈 미래 세대를 지칭하며, 현대자동차가 붙인 명칭이다.
2021년 10월 5일, 포스코와 쌍용C&E는 탄소배출 감축 및 ESG 경영협력 MOU를 체결했다. 쌍용C&E는 건설 비수기에 제철소에서 발생하는 수재슬래그를 저장 및 활용하는 지역별 야드를 확보하며, 포스코는 수재슬래그 생산확대 및 안정적인 공급을 지원한다.

#### 교육
교육부를 비롯한 6개 부처와 전국 17개 시.도 교육청은 기후위기 대응을 위한 탄소중립 교육을 실시할 중점학교와 시범학교를 확대방안을 발표했다. 초중고 모든 교과에 '탄소중립 실천방안'을 배울 수 있게 된다. 환경동아리와 독서, 봉사활동 등 학생자치활동을 통해 학생들이 기후위기의 원인 이해와 문제 해결을 위한 역량 강화 참여교육을 활성화, 학생들이 텃밭, 숲 체험을 통해 탄소배출량을 직접 확인하며 감축활동으로 연결하는 등 생활 속 실천중심 교육과 신재생에너지 기반 '그린스마트 학교'를 신설할 예정이며, 교육기본법 개정과 탄소중립기본법 제정으로 교육을 위한 법적 근거도 마련하고, 이를 토대로 전담기관과 지원기관의 운영체제를 준비하고 있다.

## 같이 보기
- 교토 의정서
- 탄소 배출권
- 재생 가능 에너지
- 지속가능 개발 목표